# Adopcionismus
Adopcionismus nebo též dynamický monarchianismus je teologický názor, který vychází ze striktního monoteismu.
Ježíš Kristus je adopcionisty považován za obyčejného člověka, který byl při svém křtu obdařen Duchem Svatým a adoptován za Božího Syna. Jako biblický podklad pro toto tvrzení slouží pasáže z Mk 1,9-11 a Řím 1,3n.
Tento názor vyučoval kolem roku 190 v Římě Theodotus z Byzance a jeho žák Artemon, kteří tvrdili, že jejich učení je v souladu s apoštolskou tradicí. Papež Viktor I. Theodota exkomunikoval; Artemona vypověděl Hippolytus, který též odsoudil jeho spisy.
Je pravděpodobné, že některou z pozdějších podob tohoto učení zastával Pavel ze Samosaty, který popisoval Logos jako Boží rozum, což jej vedlo k tomu, že označoval Logos za soupodstatný s Otcem (srov. homoúsios) a popisoval jej jako nezbytně preexistující. Antiošská synoda roku 268 tuto nauku zakázala, stejně tak jako užití slova homoúsios, soupodstatný. Jako logické vyústění dynamického monarchianismu učil Pavel, že Duch Svatý nemá žádnou vlastní podstatu, ale je pouhým zjevením Otcovy milosti.
Mezi dynamické monarchianisty se dnes řadí např. The Way International a unitáři.